# اكمة القرن (حزم العدين)
اكمة القرن

تعديل مصدري - تعديل

اكمة القرن محلة تابعة لقرية الرياسي، التابعة لعزلة حقين بمديرية حزم العدين إحدى مديريات محافظة إب في الجمهورية اليمنية، بلغ تعداد سكانها 22 حسب تعداد اليمن لعام 2004.